# Martin Hollstein
Martin Hollstein (Neubrandenburg, 2 aprile 1987) è un canoista tedesco, vincitore della medaglia d'oro nel K2 1000 m ai Giochi olimpici di Pechino 2008, in coppia con Andreas Ihle. Nella stessa specialità vince un bronzo alle Olimpiadi 2012.

## Palmarès
- Olimpiadi

Pechino 2008: oro nel K2 1000 m.
Londra 2012: bronzo nel K2 1000 m.
- Campionati mondiali di canoa/kayak

2010 - Poznań: oro nel K2 1000 m.
- Campionati europei di canoa/kayak sprint

Trasona 2010: oro nel K2 1000m.
Belgrado 2011: oro nel K2 1000m.